# جاك دايموند
جاك دايموند (بالإنجليزية: Jack Diamond)‏ هو مصور أمريكي، ولد في 21 أبريل 1954.